# Nokia 500
El Nokia 500 era un teléfono móvil de tipo teléfono inteligente fabricado por Nokia, de gama media-baja en el momento de su lanzamiento. Disponía de un microprocesador ARM de 1 GHz y operaba con el sistema operativo Symbian Belle vía Nokia Suite. Fue presentado en agosto de 2011.
Este celular contaba con una pantalla táctil de 640 × 360 píxeles, cámara de 5 Megapixeles, Wi-Fi, GPS, Bluetooth y brújula digital. Se comercializaba en colores negro y blanco, e incluía carcasas intercambiables en negro, azul, rojo, púrpura, naranja, caqui, verde, rosado y plateado. Poseía una ranura para tarjeta SIM y permitía descargar hasta 14,4 Mbps para navegar por Internet, aunque esta velocidad dependía del operador móvil.
El Nokia 500 ha tenido muchos problemas desde que fue lanzado con el firmware versión 010.029, pero después de su actualización a "Nokia Belle" (la última versión del software fue la versión 111.021.0028) se ejecutaba sin inconvenientes, con un mejor rendimiento y una nueva interfaz.

## Especificaciones Técnicas
| Características   | Detalle |
| ----------------- | --- |
| Sistema operativo | Symbian OS Anna, actualizable a Symbian Belle.                                                                                       |
| Microprocesador   | ARM11 de 1.0 GHz. |
| Memoria interna   | 2 GB, expandible hasta 32 GB con tarjetas MicroSD. 256 MB de RAM.                                                                    |
| Tarjeta SIM       | Mini-SIM. |
| Pantalla          | LCD TFT de 3.2 pulgadas (360 × 640 pixeles) táctil.                                                                                  |
| Cámara            | 5 Megapixels (2592 × 1944 pixeles) con zum digital de 4x y Geoetiquetado Grabación de Video VGA (640 × 480 pixeles) a 15 FPS         |
| Cobertura         | HSDPA (3.5G) 850, 900, 1700, 1900, 2100 Cuatribanda GSM / GPRS / EDGE GSM 850, GSM 900, GSM 1800, GSM 1900.                          |
| Conectividad      | Bluetooth 2.1, Wi-Fi 802.11b/g y GPS con soporte A-GPS, USB 2.0.                                                                     |
| Sensores          | Acelerómetro, proximidad, brújula.                                                                                                   |
| Radio             | FM Stereo con RDS. |
| Características   | Reproducción de música y vídeo MP3, MP4, AVI, AAC, 3GP, 3G2, DivX, XviD, eAAC+, WAV, WMA, MiDi, AMR, H.264 y H.263. Editor de fotos. |
| Dimensiones       | 111,3 x 53,8 x 14,1 mm. |
| Peso              | 93 gramos. |
| Batería           | Batería extraíble de iones de litio de 1110 mAh.                                                                                     |